# 1365年
| 千纪： | 2千纪 |
| 世纪： | 13世纪 \| 14世纪 \| 15世纪 |
| 年代： | 1330年代 \| 1340年代 \| 1350年代 \| 1360年代 \| 1370年代 \| 1380年代 \| 1390年代                                               |
| 年份： | 1360年 \| 1361年 \| 1362年 \| 1363年 \| 1364年 \| 1365年 \| 1366年 \| 1367年 \| 1368年 \| 1369年 \| 1370年                     |
| 纪年： | 乙巳年（蛇年）；元至正二十五年；韓林兒龍鳳十一年；明玉珍天統三年；張士誠吳三年；越南大治八年；日本南朝正平二十年，北朝貞治四年 |

## 大事记
- 二月，張士誠攻打新城被李文忠、胡德濟擊敗。
- 七月，元順帝對孛羅帖木兒的專權產生不滿，遂派人將其刺死，將人頭送到太原，召回了太子愛猷識理達臘並與其和解。
- 十月，朱元璋命左相徐達、平章常遇春率馬步舟師進攻淮東，克海安，圍泰州，擊敗張士誠援兵。
- 閏十月，徐達、常遇春佔領泰州（今江蘇省泰州市）、高郵、徐州等，佔領全部淮東。
- 第一次蓋朗德條約，蒙福爾家族讓五世被承認為布列塔尼公爵，讓娜·德·龐蒂埃夫勒放棄公爵繼承權。意外的是，新任公爵向法王查理五世宣誓效忠，而非在布列塔尼繼承戰爭支持他的英王。
- 維也納大學建造。

## 逝世
- 孛羅帖木兒，元朝末年将领。蒙古族散只兀氏（撒勒只兀惕氏、珊竹带）人。